# 獰貓
獰貓（學名：Caracal caracal）是一種領域性非常強的貓科動物，牠們的體型中等，但是被歸於小型貓科，也是所有小型貓科（注意不屬於貓屬）中最重、奔跑速度最快的一種，時速可達80公里。雄性的獰貓一般的體重為13-18公斤（28-40磅），而雌性則較輕一些；体长66-76厘米，尾长20-25厘米。独居，夜间活动，每窝产子1-4只。獰貓的外表和猞猁很像，也稱為沙漠猞猁，所以有很長的一段時間，牠被認為是猞猁的近親。但是，現今的基因研究顯示，獰貓完全不是猞猁的近親，反而和藪貓的關係比較近。

## 描述
獰貓的體長有65公分（約2英尺），另外的尾長為30公分（約1英尺）。牠比猞猁有著更長的雙腳和較細的身軀。獰貓的毛髮有許多種顏色－有酒紅色、灰色和沙灰色，也會有黑化的獰貓。年輕的獰貓在其下部有著紅色的斑點；成年的獰貓則除了在眼睛上方有黑色斑點外，沒有其他的條紋。獰貓最著名的特徵在於其長且濃厚的黑色耳朵，而這也是其土耳其名稱－karakulak（意為「黑耳」）的原由。牠的耳朵由20條不同的肌肉來控制，以幫助牠尋找獵物。成簇的毛髮幫忙精確地確定其獵物的位置。

## 分佈
獰貓分佈於非洲和西亞等地，居住在乾草原和半沙漠地帶，但也在林地、熱帶稀樹大草原和灌木林等地帶。牠是獨居的或成對的領域性貓科動物。美國也有人驯养。

## 生態
獰貓可以長時間不喝水而持續存活－水份的需求可以由獵物體內的水來滿足。於夜間（但在較冷的季節，也會於日間）狩獵齧齒目和野兔；但牠甚至偶尔也會攻擊瞪羚、珠雞、小型羚羊或年幼的鴕鳥。獰貓很挑食，且會拋棄捕抓到的哺乳動物的內臟，部份會拔掉蹄兔目和更大型獵物的毛髮，且會除清皮膚上的肉以避免吃到毛。但是，牠會吃小鳥的羽毛，且可容忍腐肉。牠最為人所知的是其捕鳥的技能；獰貓可以抓到飛行中的鳥類，有時一次可抓超過兩隻。獰貓可以跳得且爬得特別地高，這可以使其比其他食肉目更易捕抓到蹄兔目的動物。其在野外的壽命平均為12年，圈養的壽命則平均有17年。因為其也意外地容易被馴化，也曾在伊朗和印度被當做獵貓。
因為獰貓很容易被馴化，有時會被當做寵物，並且據說很容易適應和人類一起生活。牠通常被非洲的農夫視為有害動物，因為牠很常翻過圍籬，捕食雞和其他家禽。
在野外幾乎看不到獰貓，不是因為牠們非常地稀少，而是因為牠們隱藏得非常好。在如肯尼亞和波札那等國家獵遊時可以遇到許多其他的動物，但看到獰貓的機會卻是非常少的。
在莫斯科動物園裡，獰貓已和家貓雜交。

## 亞種
- Caracal caracal caracal，分佈於東非、中非和南非
- Caracal caracal algira，分佈於北非
- Caracal caracal damarensis，分佈於納米比亞
- Caracal caracal limpopoensis，分佈於波札那
- Caracal caracal lucani，分佈於加蓬
- Caracal caracal michaelis，分佈於土庫曼（瀕危）
- Caracal caracal nubica，分佈於衣索比亞和蘇丹
- Caracal caracal poecilotis，分佈於西非
- Caracal caracal schmitzi，分佈於以色列、西亞、伊朗、阿拉伯半島、巴基斯坦、印度

## 外部連結
- 维基词典中的词条「caracal」
- 於坦尚尼亞的塞倫蓋提中，獰貓捕食鳥兒的一段影片 （页面存档备份，存于）
- IUCN Cat Specialist Group : Caracal （页面存档备份，存于）
- Mammal's Planet: Research – Identification
- Cats For Africa : Caracal Distribution （页面存档备份，存于）